# محمدحسین احمدی دانش‌آشتیانی
محمدحسین احمدی دانش آشتیانی فرزند حسن (زاده ۱۳۰۴ در آشتیان) است.

## معرفی و سوابق
او نماینده دوره اول مجلس شورای اسلامی حوزه انتخابیه مرکزی (آشتیان / تفرش) تعداد آراء: ۳۲٫۳۸۹ درصد آراء: ۶۴٫۷۰ بوده‌است.